# UWSC
UWSCはWindowsの作業を自動化するツールである。シェアウェア版（以降Pro版）およびフリーソフト版（以降Free版）の二種類がありPro版はFree版に比べ開発用ツールの充実や機能拡張が行われている。

## UWSCの特徴
文法はBASICに似ている。
Windowsのマウス、キー入力を本プログラムによって代行できる。
インターネットブラウザからデータを取得できる。
インターネットブラウザやプログラムにデータを設定できる。
外部プログラムを呼び出せる。
時間を決めて実行できる。
Pro版はInternet Explorer、及びMicrosoft Excelを操作する関数が充実している。
また、コンパイラが付属する。

## UWSCの歴史
- 1999年10月　バージョン１がフリーソフトとして公開される。
- 2007年3月20日　バージョン4.2公開、EXEファイル作成と開発ツールが付属したPro版が公開される。
- 2017年4月18日　バージョン5.3.0の公開を最後に、更新が停止。以降作者の消息不明。
- 2024年2月13日現在　ウエブサイトは別のモノに置き換わっている。